# 會所 (台灣原住民)
會所是臺灣原住民族歲時祭儀時溝通的場所。各族群有著不同的聚會對話場所。臺灣原住民族的會所不僅僅是信仰中心建築，往往也具有政治丶經濟、軍事與教育的功能，對於部落而言，會所在傳承部落文化與部落主體性中是不可或缺的，大部分的會所為男子會所（Men's House），女性是禁止進人的。

## 各族群會所型態

### 卑南族
卑南族的男性年齡組織與部落會所是政治組織的基礎，會所是部落公共事務的推行中心。會所有成年和少年之分，以木、竹、茅草等材料所搭建。「成年會所」（palakuwan），為長方形建築，以茅竿和竹片為壁，茅草蓋頂，室內中央設方形地灶，周圍用竹編成連床，外形與一般家屋相似，但內部配置與一般居家不同。「少年會所」（ttakuban）為干欄式建築，用粗竹環列作為支柱，會所成圓形，屋頂為傘形，內部亦有方形火爐，上下以竹梯進出，高約五丶六公尺。會所是卑南族部落的社會和祭祀中心，男子必須在會所中經歷各種不同階段的嚴格訓練。「猴祭」與「大獵祭」是卑南族最重要的祭典，與族群社會組織亦密不可分。男孩子在12歲時必須要先通過「猴祭」的考驗之後才可以進入少年會所，接受年長族人的訓練；經過6、7年的體能與精神意志的嚴格訓練，進入「成年會所」，成為部落的中堅份子，成為「Miyabetan」；最後在每年舉行的大獵祭後，再晉級為「Bangsaran」，成為真正的人。

### 阿美族
阿美族之會所名稱在各群有些差異，以花蓮北部及海線豐濱以北大多稱taluan；壽豐以南至秀姑巒溪以北稱soraratan，瑞穗丶奇美一帶稱adawang。而臺東境內海線至臺東市郊全數稱sefi。傳統阿美族會所建築之原始形式為橫長架空式；另一種形式為平地式，以籐編為床或者茅竹為壁，中央架設方形火爐不間斷地燃燒，這是為了防止敵人的攻擊。表示日夜都有人警戒的意味。會所的形式雖然有差異，但用途大多相同，例如是公共會議或儀式場地、年齡組織的訓練與教育中心、長老團與頭目討論公共事務的政治中心，集教育丶軍事丶政治與司法仲裁為一身，且是部落主體性的展現。然而許多部落會所在1950-1960年代廢除，以村落的活動中心取代，在近來的文化復振運動，又開始重建與恢復，並在現今成為辦理活動、討論部落公眾事務與凝聚部落情感的場域。

### 鄒族、卡那卡那富族、拉阿魯哇族
鄒族傳統的男子會所是各氏族合力興建丶維護的建築，又稱為kuba或「庫巴」。鄒族會會所是供男子平日聚會丶訓練、祭祀及夜宿的地方。從鄒族分出之拉阿魯哇族與卡那卡那富會所功能則與鄒族相似，卡那卡那富族稱會所為「Cakʉrʉ」，拉阿魯哇族為「Tapuhlaihlia」。三族之男子集會所主要做為族內進行祭儀丶政治丶軍事丶教育的男子核心場所，一般都嚴禁女子進入。

### 撒奇萊雅族
撒奇萊雅族為母系社會，同樣具備男子年齡階級，也有會所制度，會所稱作dabek：就是指群眾聚會的地方。撒奇萊雅族的會所。是年齡階級聚集與修習的所在。也是和學校一樣是族人學習與教育的場所，進人年齡階層的鄒族青少年必須要在會所住宿直到結婚為上。而據田野調查所述：
在 dabek 文化的意涵中，有傳上古時代，Arikaka 鬼怪之作祟，與 Malatau（守護神）之庇蔭下，該族之領導者因為他的子民經常受到鬼怪與異族的侵犯與凌辱，於是創制母系社會制度與年齡階級。一方面藉由女性的力量鞏固家庭組織，一方面藉男性長才來統治該族部落，負責維護部落安全，延續民族生命及歷史文化，耆老傳述得知 Dabek 文化內涵具政治、文化、歷史、社會、安全維護的意涵。所以 Dabek 是 Sakizaya 族的精神堡壘及文化內涵與核心價值。——楊仁煌，撒奇萊雅民族文化重構創塑之研究